# Klasztor Santa Maria degli Angeli we Florencji

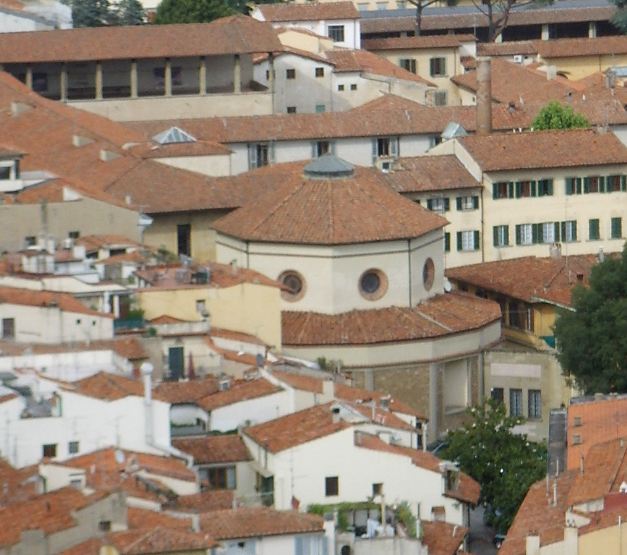
Rotunda.

Santa Maria degli Angeli był kościołem i klasztorem we Florencji. Należał do zakonu kamedułów. Z oryginalnej, średniowiecznej budowli pozostało bardzo niewiele. Tak zwana Rotonda degli Scolari, zbudowana po  części przez Filippo Brunelleschiego jest jedną z ocalałych części tego kompleksu